# Шебелинская волость (Змиевской уезд)
Шебелинская волость — историческая административно-территориальная единица Змиевского уезда Харьковской губернии с центром в слободе Шебелинка.
По состоянию на 1885 год состояла из 6 поселений и 6 сельских общин. Население 11710 человек (5777 лиц мужского пола и 5933 — женского), 1932 дворовых хозяйства.
|                       | Площадь, десятин | В том числе пахотной, дес. |
| --------------------- | ---------------- | -------------------------- |
| Сельских общин        | 19769            | 19769                      |
| Частной собственности | 1654             | 854                        |
| Другой собственности  | 165              | 165                        |
| В целом               | 23214            | 22414                      |

Крупнейшие поселения волости по состоянию на 1885 год:
- Шебелинка, государственная слобода при реке Шебелинка, 542 двора, 3445 жителей, православная церковь, школа, лавка. В 7 верстах — известковый завод.
- Асеевка, государственное село, 160 дворов, 1160 жителей, православная церковь.
- Глазуновка, государственное село, 129 дворов, 896 жителей, православная церковь.
- Лозовенька, государственная слобода при реке Лозовенька, 419 дворов, 2760 жителей, православная церковь, 4 лавки.
- Михайловская, государственная слобода при реках Кисель и Берека, 298 дворов, 1874 жителя, православная церковь, школа, 2 лавки.
- Меловая, государственная слобода при реке Меловой, 384 двора, 1575 жителей, православная церковь, лавка.